# Lisa Ortiz
 (janvier 2012).
Si vous disposez d'ouvrages ou d'articles de référence ou si vous connaissez des sites web de qualité traitant du thème abordé ici, merci de compléter l'article en donnant les références utiles à sa vérifiabilité et en les liant à la section « Notes et références ».
Lisa Ortiz (11 décembre 1974 - ) est une actrice américaine spécialisée dans le doublage.
Elle a doublé la voix d'Amy Rose dans les jeux vidéo Sonic the Hedgehog de 2005 à 2010.

## Doublage
- Sonic X : Amy Rose, Christine Cooper
- One Piece : Tony-Tony Chopper, Rika
- The Slayers : Lina Inverse
- Yu-Gi-Oh! : Serenity Wheeler
- Slayers Try : Lina Inverse
- Slayers Next : Lina Inverse
- Slayers Evolution R : Lina Inverse
- Slayers Revolution : Lina Inverse
- Shaman King : Jun Tao
- Winx Club : Musa, Icy, Mitzi et Digit (Doublage 4KIDS saison 1 à 3), Griselda (Doublage 3Beep saison 8)

## Filmographie
- Les Héros Pokémon : Oakley
- Pokémon, le film : Mewtwo contre-attaque : Neesha
- Ratatoing : Carol

## Jeu vidéo
- Sega Superstars Tennis : Amy Rose
- Shadow the Hedgehog : Amy Rose
- Sonic Riders : Amy Rose
- Sonic the Hedgehog (2006) : Amy Rose
- Sonic Rivals : Amy Rose
- Sonic and the Secret Rings : Amy Rose
- Mario et Sonic aux Jeux olympiques (Mario and Sonic at the Olympic Games) : Amy Rose
- Sonic Riders : Zero Gravity : Amy Rose
- Sonic Unleashed : Amy Rose
- Mario et Sonic aux Jeux olympiques d'hiver (Mario and Sonic at the Olympic Winter Games) : Amy Rose
- Sonic et le Chevalier Noir (Sonic and the Black Knight) : Amy Rose
- Sonic and Sega All Stars Racing : Amy Rose
- Fire 
 Emblem Heroes : Eremiya